# 鮫島員規
鮫島員規（さめしま かずのり、弘化2年旧暦5月10日（1845年6月14日） -  明治43年（1910年）10月14日），日本的海軍軍人。海軍大将军衔。勳等为勳一等。功級为功二級。爵位为男爵。

## 生平
薩摩藩士鮫島新左衛門的長子，出生于鹿児島。戊辰战争时从軍。明治4年（1871年），进入海军任“龍驤号”少尉補任官。佐贺之乱、西南战争中从軍。此后历任参謀本部海軍部第2局長、装甲艦“金剛号”艦長、装甲艦“扶桑 号”艦長。明治24年（1891年），前往法国领会所购买的軍艦「松島号」，并任初代艦長。
此外他还历任横須賀鎮守府参謀長、常备舰队（联合舰队前身）参謀長、海軍大學校長、横須賀鎮守府長官、常備艦隊司令長官。日清战争時担任常備艦隊兼連合艦隊参謀長，参加黄海海战。日露战争时担任佐世保鎮守府司令長官。
明治38年（1905年），晋升为海軍大将。明治40年（1907年）2月14日，被編入预备役。同年被封为男爵。
其養子鮫島具重，是岩倉具視的孫子。太平洋战争時担任駐留拉包尔的海軍中将。女儿嫁给竹下勇海軍大将。

## 家族
- 養子：鮫島具重 - 海軍軍人。
- 女婿：竹下勇 - 海軍軍人。

## 荣誉
- 明治34年（1901年） - 勳一等旭日大綬章。
- 明治39年（1906年） - 功二級金鵄勲章。
- 明治40年（1907年） - 男爵。

## 脚注
1. ↑  『官報』第7086号、明治40年2月15日。